# Moulin Tablette
De Moulin Tablette is een windmolen in de gemeente Maubeuge in het Franse Noorderdepartement. Deze ronde stenen molen fungeerde als korenmolen. Tegenwoordig staat hij midden in een woonwijk met hoogbouw, zodat hij te weinig wind krijgt om te draaien.

## Geschiedenis
De molen werd gebouwd in 1799 en stond aanvankelijk op een vlakte buiten de vestingwerken. De laatste eigenaar was Vital Legay. Diens zoon en gedoodverfde opvolger stierf eerder dan hij. In 1882 vermaakte de molenaar daarom de molen aan de gemeente, met recht op vruchtgebruik. Daarmee was de Moulin Tablette de eerste molen die in handen van de gemeente kwam.
Uiteindelijk was van de molen alleen de romp over, die te midden van stadsuitbreidingen bleef bestaan. In 1993 werden definitieve plannen tot restauratie ervan ontvouwd en in 1996 was de molenromp hersteld. In 1999 werd ook de molenkap geplaatst. Dit was een reconstructie van de originele kap, waarvan de constructie met behulp van een aantal vroegere afbeeldingen, zoals briefkaarten, kon worden achterhaald. Ook het wiekenkruis werd weer geplaatst.
Het achthoekige houten skelet is in het metselwerk opgenomen en alleen vanuit de binnenkant van de molen is te zien. De toren is 8,54 meter hoog en de buitendiameter aan de basis is 6,15 meter.